# Zagora (Marruecos)
Zagora (árabe: زاكورة; bereber: ⵜⴰⵣⴳⵓⵔⵜ, Tazgurt) es una ciudad de Marruecos, capital de la provincia del mismo nombre, en la región de Draa-Tafilalet. Situada en el valle del Draa, (en la zona central de Marruecos), cerca del desierto arenoso de Ilkhikhn n Sahara. Los habitantes pertenecen a las tribus bereberes del Atlas.
La ciudad también se conoce como Zakūrah, Zagurah, Zākūrah o Tazaurt.